# 35-я полицейская пехотная дивизия СС
35-я полицейская пехотная дивизия СС (нем. 35. SS- und Polizei-Grenadier-Division) — тактическое соединение войск СС нацистской Германии. Сформирована на Одерском фронте в феврале—марте 1945 года на базе полицейской бригады «Вирт», была одной из 38 дивизий, входивших в войска СС в период Второй мировой войны. Достаточно нестандартное название связано с тем фактом, что дивизия была сформирована в спешке в конце войны из частей полиции СС и переведённых в войска СС.

## Формирование
В годы войны Гиммлер, имевший практически абсолютную власть над немецкой полицией, создавал различные подразделения войск СС из служащих полиции и принуждал практически всех офицеров полиции к вступлению в организацию СС. В 1943 - 1944 гг. Главное управление полиции порядка было вынуждено согласиться на передачу различных полицейских частей в состав войск СС. К концу войны появилось более тридцати полицейских полков СС, продолжавших носить форму полиции порядка, но подчинявшихся непосредственно офицерам СС. Кроме них в 1945 году было создано большое количество фронтовых частей полиции, существовавших лишь несколько месяцев.
Одной из таких частей стала полицейская бригада СС «Вирт», в её составе было два полицейских полка особого назначения (1-й и 2-й). После боёв на Одерском фронте бригада, выведенная в тыл, в конце феврале 1945 года была развёрнута в 35-ю дивизию СС. Для укомплектования дивизии были использованы слушатели Дрезденской полицейской школы и рота юнкеров из офицерской школы СС в Брауншвейге.

## Боевой путь
В начале марта из состава дивизии была создана боевая группа «Турм». Группа была послана на фронт, а остальная часть дивизии продолжила формирование. Боевая группа, по-видимому, была разбита в боях, и 16 марта в состав дивизии для пополнения были переданы 14-й, 29-й и 30-й полицейские полки СС. Вместе с 40-м армейским корпусом полки этой дивизии сражались у Пиннова, Ямлица и Либерозе. Затем они отступили к Гросс-Лейтену, а позднее в район Бухольц. 6 апреля 1945 года полицейские полки получили порядковые номера войск СС. В конце апреля части дивизии попали в котёл под Хальбе. При попытке прорыва дивизия была практически уничтожена, а её остатки пленены Красной Армией.

## Командиры
- оберфюрер СС Йоханнес Вирт (февраль — 1 марта 1945)
- штандартенфюрер СС Рюдигер Пипкорн[англ.] (1 марта — 25 апреля 1945)

## Организация
- 89-й полицейский пехотный полк СС (SS- und Polizei-Grenadier-Regiment 89)
- 90-й полицейский пехотный полк СС (SS- und Polizei-Grenadier-Regiment 90)
- 91-й полицейский пехотный полк СС (SS- und Polizei-Grenadier-Regiment 91)
- 35-й полицейский артиллерийский полк СС (SS- und Polizei-Artillerie-Regiment 35)
- 35-й полицейский противотанковый артиллерийский дивизион СС (SS- und Polizei-Panzerjäger-Abteilung 35)
- 35-й полицейский стрелковый батальон СС (SS- und Polizei-Füsilier-Abteilung 35)
- 35-й полицейский сапёрный батальон СС (SS- und Polizei-Pionier-Bataillon 35)
- 35-й полицейский батальон связи СС (SS- und Polizei-Nachrichten-Abteilung 35)
- 35-й взвод полевой жандармерии СС (SS-Feldgendarmerie-Trupp 35)